# 蠟蟲
蠟蟲，又名蠟蚓，是螟蛾（主要是小蠟螟及大蠟螟）的幼蟲。

## 特徵
蠟蟲呈中白色，腳端黑色，細小的頭部也是黑色的。在野外的蠟蟲會寄生在蜜蜂的蜂巢，主要吃繭、花粉及蜜蜂脫下的皮，也會咬破蜂蠟。所以養蜂業認為它們是害蟲。飼養的蠟蟲可以長時間不進食，或是被冷藏。一般會在穀類及蜜糖下飼養。

## 飼養
蠟蟲很易飼養，任何膠質或玻璃箱也可以飼養。基床可以是糠及蜜糖，也可以加一些鈣粉。在箱內加入蘋果、橙及葉子，可以增加營養價值。蠟蟲在2星期後會開始結蛹，溫度較高時則會快些。蛹會孵出蛾，蛾會交配、產卵及死亡。新的幼蟲會隨之出生。若要培養更多蠟蟲，可以在箱內留下一些幼蟲。若要將蠟蟲儲存作為飼料，將一些基床放入冰箱內，可以減慢其生長率。

## 用途
蠟蟲是多種食蟲動物的食物，因它們含有大量蛋白質及鈣質。因高脂肪含量、容易繁殖及在低溫下也能生存幾個星期，它們被廣泛用作寵物的食糧。冷藏下的蠟蟲也是很受歡迎的魚餌，尤以太陽魚特別喜歡。
近年來科學家發現蠟蟲的唾液腺和腸道內存在一種高效能的酶，是可以破壞塑膠的化學鍵，讓它們可以食用蜂蠟和塑膠。

## 外部連結
- Canadian waxworm supplier
- The lesser wax moth
- Waxworm infestation in a bee colony （页面存档备份，存于）
- Breeding waxworms （页面存档备份，存于）